# ناتالکا پولتاوکا

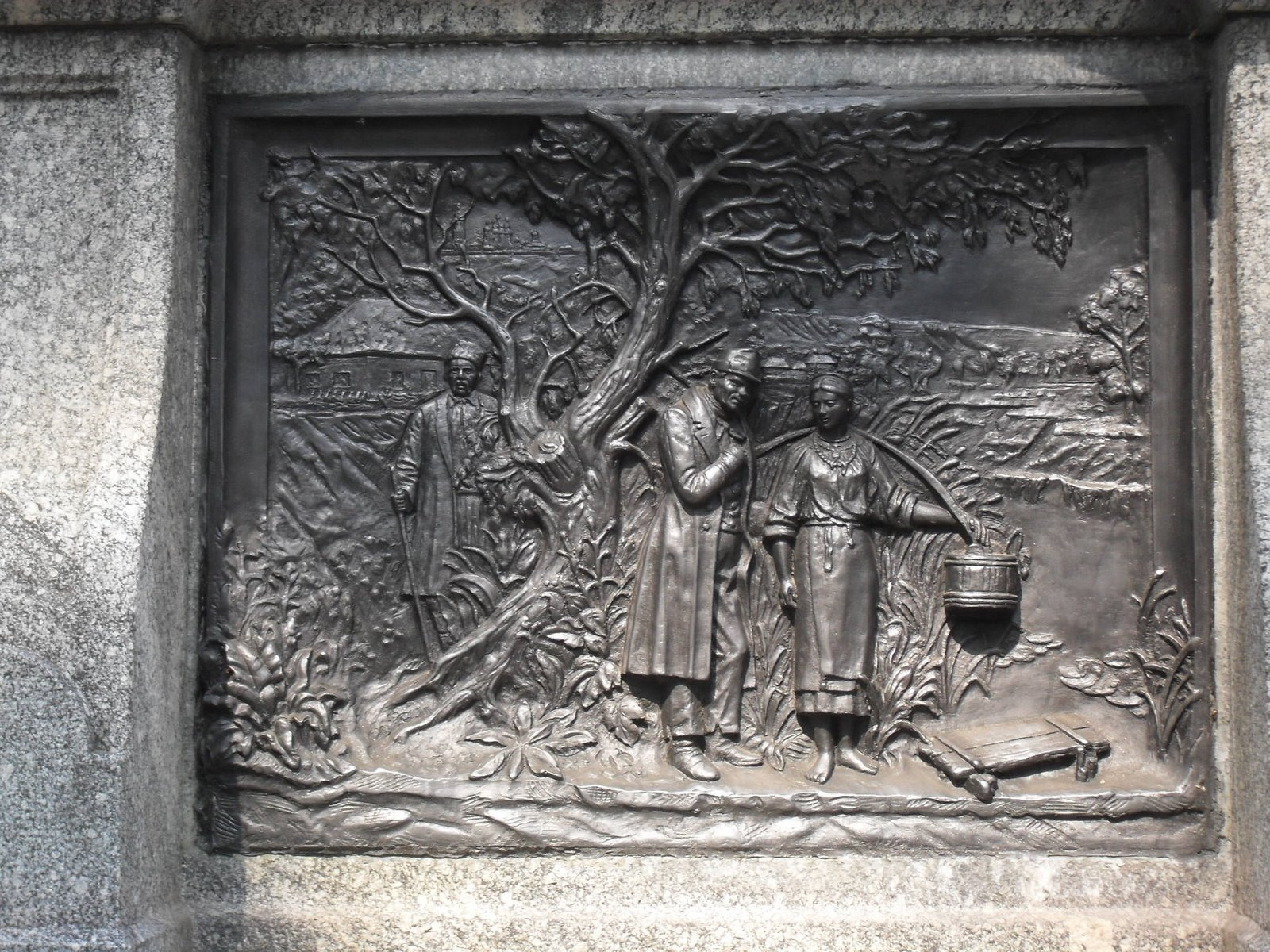
صحنه‌ای از ناتالکا پولتاوکا در بنای یادبود کوتلیارفسکی در پولتاوا (مجسمه‌ساز: ال. پوزن، ۱۹۰۳ میلادی)

ناتالکا پولتاوکا (به اوکراینی: Наталка Полтавка) (ناتالکا از پولتاوا) یک نمایشنامهٔ اوکراینی نوشتهٔ ایوان کوتلیارفسکی است.
اُپرا در ۲ پرده، ناتالکا پولتاوکا، آخرین اجرای برنامه‌ریزی شده توسط شرکت اپرای کی‌یف در خانهٔ اپرای ملی اوکراین به نام تاراس شوچنکو در کی‌یف، پیش از تهاجم روسیه به اوکراین در سال ۲۰۲۲ میلادی بود.

## تاریخچه

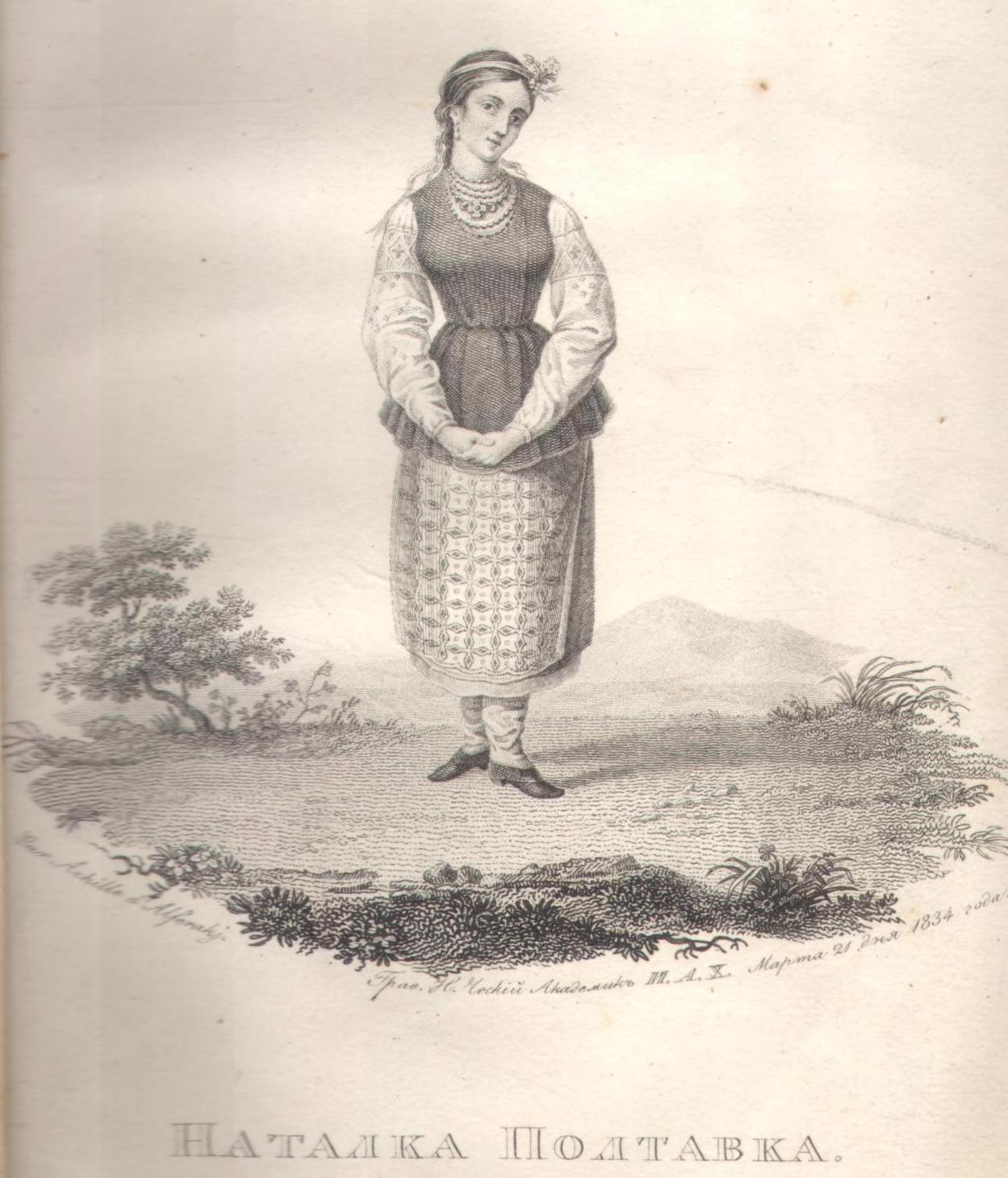
تصویر ناتالکا پولتاوکا در خلاصهٔ داستان خارکُف به نام «ستارهٔ صبح» (به اوکراینی: Утренняя звезда)، ۱۸۳۴ میلادی

ناتالکا پولتاوکا (ناتالکا از پولتاوا) یک نمایشنامهٔ اوکراینی نوشتهٔ ایوان کوتلیارفسکی است.
این نمایشنامه در سال ۱۸۱۹ میلادی به زبان اوکراینی نوشته شد و اولین بار در سال ۱۸۲۱ میلادی در شهر خارکیف اجرا شد، اگرچه تا سال ۱۸۳۸ میلادی به صورت چاپی در دسترس نبود. این نمایشنامه به عنوان پایه‌ای برای اُپرت ناتالکا پولتاوکا اثر آهنگساز اوکراینی مایکولا لیسنکو بوده و همچنین تعدادی فیلم در اوکراین و خارج از کشور ساخته شده‌ است. این نمایشنامه دارای ویژگی‌های شاعرانهٔ کلاسیک است و همچنین، مطابق با روح تولد دوبارهٔ ملی اوکراین در دوره‌ای که در آن نوشته شده‌ است، و علاقۀ خاصی به زندگی مردم و دهقانان عادی اوکراین دارد. این عنصر اخیر، دلیل محبوبیت زیاد آن در اوکراین چه در زمان نگارش آن و چه در عصر حاضر، و همچنین تأثیر آن بر توسعهٔ ادبیات نمایشی اوکراین در قرن ۱۹ میلادی است.

## طرح داستانی

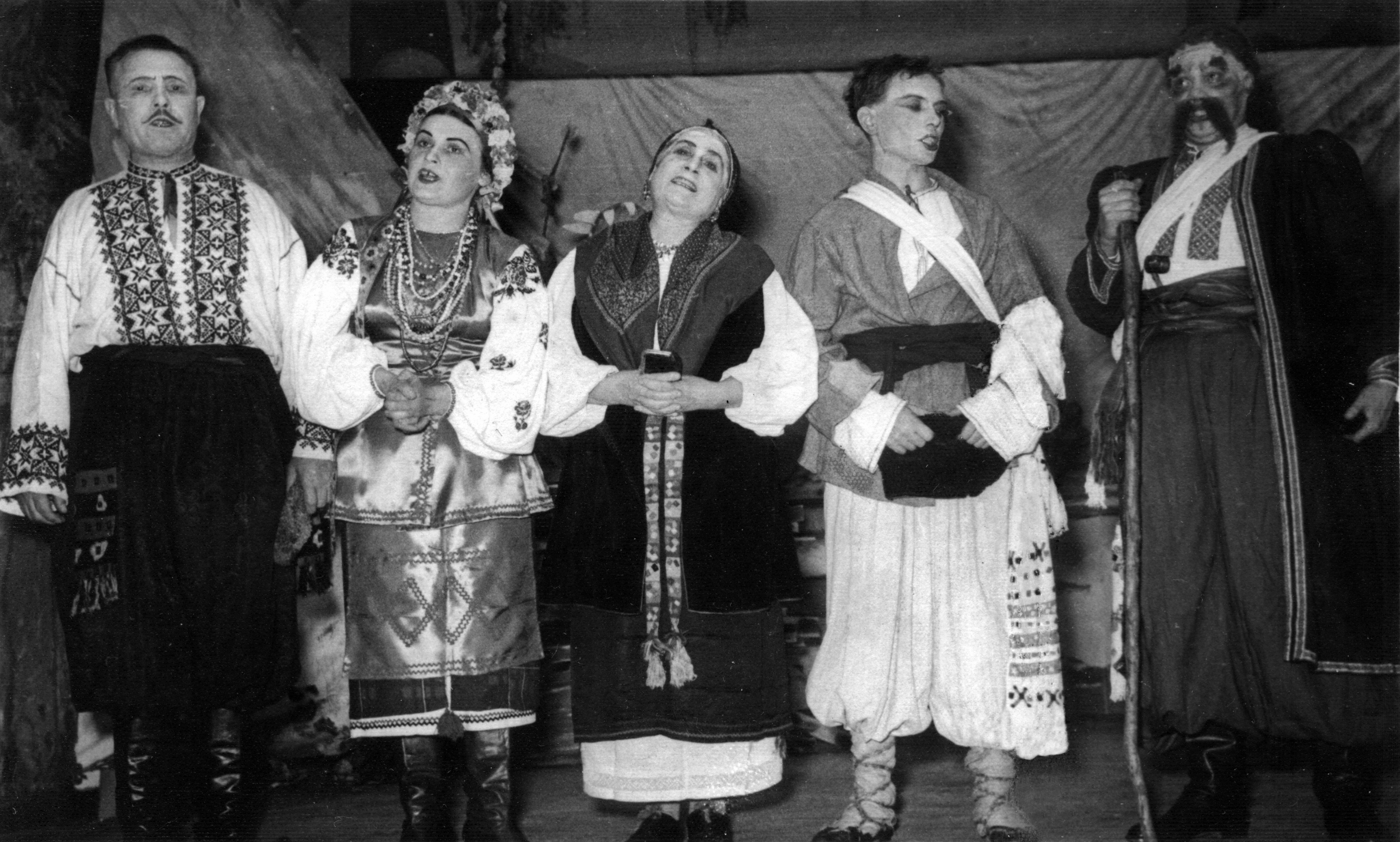
بازيگران ناتالكا پولتوكا

نمایشنامه، تلاش‌ها و مصائب ناتالکا و پیتر (پترو) را دنبال می‌کند. دلباختگان قصد ازدواج دارند. با این حال، پدر ناتالکا ازدواج را تأیید نمی‌کند، زیرا پترو به اندازهٔ کافی ثروتمند نیست که بتواند از ناتالکا به روشی که او لایق می‌داند، نگهداری کند. پترو می‌رود تا ثروت لازم را به دست آورد. در این بین، پدر ناتالکا می‌میرد، و خانواده خود را در فقر می‌گذارد؛ خانواده مجبور می‌شوند به اقامتگاه‌های دهقانان فقیر بروند. به مدت پنج سال بدون هیچ خبری از پترو، ناتالکا تسلیم خواسته‌های مادرش می‌شود و در نهایت پیشنهاد ازدواج بعدی را می‌پذیرد که اتفاقاً از سوی یک مرد مسن با مقام دولتی، اما نسبتاً ثروتمند است. پترو با مال اندکی که به دست آورده باز می‌گردد و متوجه می‌شود که معشوقش به شخص دیگری قول ازدواج داده‌ است. تنش افزایش می‌یابد تا زمانی که عاشقان بار دیگر همدل می‌شوند. از جمله شرایط تراژیک آشکارِ گرفتاری عاشق، نقش برجستهٔ طنز روستایی از مقام روسی شدهٔ دولت اوکراین است که به زبانی شکسته صحبت می‌کند و تلاش دارد به شیوه‌ای ناموفق از زبان مقامات روسی آن روز تقلید کند. در نهایت، عشق واقعی بر همه پیروز می‌شود.

## اقتباس‌های سینمایی
این نمایشنامه به صورت فیلمی اقتباسی ساخته شد که در ۲۴ دسامبر ۱۹۳۶ میلادی در اوکراین اکران شد. فیلم توسط ایوان کاوالریدزه کارگردانی شد. این فیلم اولین اقتباس از یک اُپرت تولید شده در اتحاد جماهیر شوروی سابق بود. فیلم دیگری به کارگردانی واسیل آورامنکو، آمریکایی اوکراینی، یک سال بعد در ۱۴ فوریه ۱۹۳۷ میلادی در ایالات متحدهٔ آمریکا اکران شد. این اولین فیلم اوکراینی زبان بود که در ایالات متحدهٔ آمریکا تولید شد.

## اقتباس اُپرایی
اگرچه اولین نسخهٔ نمایشنامه در سال ۱۸۱۹ میلادی حاوی تعدادی آهنگ فولکلور اوکراینی بود که در قسمت‌های مختلف اثر خوانده می‌شد، اما اولین اقتباس موسیقایی شناخته شده از نمایشنامه، توسط: آ. بارسیتسکی نوازندهٔ اهل خارکیف ساخته شد و در سال ۱۸۳۳ میلادی منتشر شد. نمایشنامه با بازی میخائیل شپکین در نقش ویبورنی در سال ۱۸۳۰ میلادی در مسکو با موسیقی تنظیم شده توسط: آ. گوریانوف، اول نوازندهٔ ویولن و بعدها رهبر ارکستر اجرا شد. تنظیم‌های بعدی توسط آ. یدلیچکا، ام. واسیلیف و دیگران انجام شد.
در سال ۱۸۸۹ میلادی نسخه‌ای از آهنگساز اوکراینی مایکولا لیسنکو برای اولین بار به نمایش درآمد. این نسخه تمام نسخه‌های پیشین کار را غافلگیر کرد. لیسنکو آهنگ‌های اصلی را که طولانی بودند، از نمایشنامه گرفت و همراهی ارکستر را برای این آهنگ‌ها و رقص‌های محلی در نمایشنامه نوشت. او درهم‌تنیدگی موسیقایی را با تولید موسیقی پس‌زمینه به بخش‌هایی بزرگ تبدیل کرد. آهنگ‌ها به آریا تبدیل شدند، یک اوورتور و وقفهٔ موسیقی اضافه شد که به روح نمایشنامه کوتلیاروفسکی وفادار ماند. اگرچه نسخهٔ لیسنکو معمولاً به عنوان یک اُپرت طبقه‌بندی می‌شود، اما بیشتر به یک اُپرا-کمیک نزدیک است و شامل گستره‌های طولانی دیالوگ گفتاری است.